# Jules Alfred Pierrot Deseilligny
Jules Alfred Pierrot-Deseilligny (1868 – 1918) è stato un astronomo francese.

## Biografia
Era figlio di Alfred Nicolas Pierrot-Deseilligny, più volte ministro della Repubblica francese e di Félicité Schneider. Appassionato di astronomia si dedicò alla selenografia contribuendo insieme ad altri astronomi alla costituzione di un comitato, di cui divenne il presidente, per lo studio della superficie lunare. Il suo Projet d'études sélénographiques en commun fu a lungo un contributo operativo importante per lo studio della Luna.  
A Jules Alfred Pierrot-Deseilligny la UAI ha intitolato il cratere lunare Deseilligny 